# Бассак (река)
Басса́к, Хау, Хаузя́нг (кхмер. ទន្លេបាសាក់; вьет. Sông Hậu или Sông Hậu Giang) — один из рукавов дельты Меконга. Расположен в Камбодже и Вьетнаме, выходит из Меконга и впадает в Южно-Китайское море. Проходит по провинциям Анзянг и Шокчанг. На берегах рукава расположены камбоджийские города Пномпень и Такмау и вьетнамские Тяудок, Лонгсюен и Кантхо.
Через рукав перекинуты мосты в городах Пномпень и Кантхо. Мост в Кантхо является вантовым мостом с самым длинным основным пролётом в Юго-Восточной Азии.